# 1439
1439 (MCDXXXIX) fue un año común comenzado en jueves del calendario juliano.

## Acontecimientos
- En primavera regresa Pedro Tafur, viajero y escritor español, de su viaje de tres años por todo el mundo conocido en su época.
- Comienza la colonización de las islas Azores por los portugueses y se firma el código de hombres.
- Carlos VII de Francia crea las Compañías Reales de Ordenanza, el primer ejército pagado con impuestos reales.

## Arte y literatura
- Fecha aproximada de La Coronación del Marqués de Santillana, por Juan de Mena.

## Nacimientos
- Juana de Portugal, reina de Castilla

## Fallecimientos
- Ambrosius Traversarius